# 中國國家女子手球隊
中國國家女子手球隊是中國女子手球的國家隊，由中国手球协会負責管理和率領，代表中國參加各項國際女子手球賽事。目前，球隊的主教練為Heine Jensen。

## 主要成績

### 奧林匹克運動會
- 1984：銅牌
- 1988：第 6 名
- 1996：第 5 名
- 2004：第 8 名
- 2008：第 6 名

### 世界女子手球錦標賽
- 1986年世界女子手球錦標賽：第 9 名
- 1990年世界女子手球錦標賽：第 8 名
- 1993年世界女子手球錦標賽：第 14 名
- 1995年世界女子手球錦標賽：第 13-16 名
- 1997年世界女子手球錦標賽：第 22 名
- 1999年世界女子手球錦標賽：第 18 名
- 2001年世界女子手球錦標賽：第 11 名
- 2003年世界女子手球錦標賽：第 19 名
- 2005年世界女子手球錦標賽：第 17 名
- 2007年世界女子手球錦標賽：第 21 名
- 2009年世界女子手球錦標賽：第 12 名
- 2011年世界女子手球錦標賽：第 21 名
- 2013年世界女子手球錦標賽：第 18 名
- 2015年世界女子手球錦標賽：第 17 名

### 亞洲女子手球錦標賽
- 1987年亞洲女子手球錦標賽：亞軍
- 1989年亞洲女子手球錦標賽：亞軍
- 1991年亞洲女子手球錦標賽：季軍
- 1993年亞洲女子手球錦標賽：亞軍
- 1995年亞洲女子手球錦標賽：亞軍
- 1997年亞洲女子手球錦標賽：亞軍
- 1999年亞洲女子手球錦標賽：亞軍
- 2000年亞洲女子手球錦標賽：第 4 名
- 2002年亞洲女子手球錦標賽：季軍
- 2004年亞洲女子手球錦標賽：亞軍
- 2006年亞洲女子手球錦標賽：亞軍
- 2008年亞洲女子手球錦標賽：亞軍
- 2010年亞洲女子手球錦標賽：季軍
- 2012年亞洲女子手球錦標賽：亞軍
- 2015年亞洲女子手球錦標賽：季軍
- 2017年亞洲女子手球錦標賽：季軍
- 2018年亞洲女子手球錦標賽：季軍
- 2021年亞洲女子手球錦標賽：未参赛
- 2022年亞洲女子手球錦標賽：季軍

## 外部連結
- International Handball Federation（页面存档备份，存于）（英文）
- 中国手球协会官方網站（页面存档备份，存于）（简体中文）